# ミルキーウェイ (高速バス)

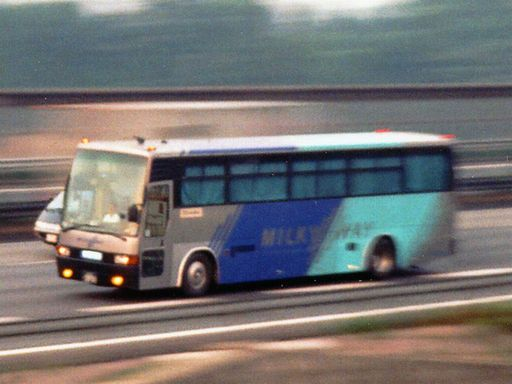
夜行高速バス「ミルキーウェイ」

ミルキーウェイは、かつて東京急行電鉄および同社のバス部門が分社化された東急バスが運行していた夜行高速バスの愛称である。渋谷東急バスターミナルより発着し、和歌山線・酒田線・出雲線・神戸線の4路線が存在した。
東急バスは夜行高速バスから撤退後「ミルキーウェイ」を運行していないが、子会社の東急トランセが2016年4月より夜行高速バスへ再参入している。さらに、2024年4月に東急トランセを吸収合併したことにより東急バス本体が夜行高速バスへ再参入する形となった。
なお、さくら観光バス（埼玉県久喜市） が運行する高速バス「ミルキーウェイエクスプレス」 とは一切関係ない。

## 概要
1986年にノクターン号（品川・浜松町 - 弘前）が運行を開始。同路線の成功により、大都市と地方都市を結ぶ夜行高速バスの開設がブームとなった1980年代後半、東急も地方バス事業者と共同運行で夜行高速バス「ミルキーウェイ」を開設した。
愛称の「ミルキーウェイ」は英語で「銀河系」「天の川」の意味で、当時夜行高速バスには「夜」をイメージしたネーミングが流行していたのにあやかったものである（同様の例に「ドリーム号」「ムーンライト号」等がある）。ただし「ミルキーウェイ」を名乗ったのは東急担当便のみで、各共同運行会社は独自の愛称を付けた。
全ての路線が観光バスセンター（現・東急トランセ下馬営業所）の担当であり、共同運行会社の車両も昼間は同所で待機した。なお、東京急行電鉄のバス部門分社化により、1991年に東急バスへ移管されている。

### 東急撤退、単独運行へ
東急と各社が共同運行していた4路線は、いずれも乗車率は悪くなかったと思われる。現在でも各路線とも度々増車される場合が多いほか、出雲市線「スサノオ号」ではダブルデッカー車（三菱ふそう・エアロキング）が導入されたことからも需要の高さが窺える。しかし夜行高速バスの運行コストは年々増大していく一方であり、特に東急の場合は人件費率がネックとなった。このため、東急では乗車率は高くても利益はさほど出ない状態であった。首都圏の他社が運行していた夜行高速バスでも地方側の単独運行となったり、子会社に移管（例：京王帝都電鉄→西東京バス）された路線が多かった。
このような情勢もあり、東急バスは1998年9月限りでの夜行高速バスからの全面撤退を決定、まずは1996年6月15日運行便をもって酒田線から撤退、その後も1998年7月1日運行便をもって神戸・姫路線と出雲市線から撤退、残る和歌山線も同年9月30日運行便をもって撤退し、東急高速バス「ミルキーウェイ」は消滅した。余剰となった車両のうち、車齢の若い車両は、共同運行していた神姫バスや東急グループの宗谷バス（特急わっかない号で使用）・北海道北見バス（ドリーミントオホーツク号・特急釧北号で使用）に譲渡された。
「ミルキーウェイ」からの撤退後、東急バスの運行する高速道路経由路線は、空港連絡バス（リムジンバス）、たまプラーザ駅 - 東京ディズニーリゾート間、深夜急行バス「ミッドナイト・アロー」、通勤高速バス"TOKYU E-Liner"（虹が丘営業所 → 渋谷駅）、および溝の口駅 - 新横浜駅間の直行バスにとどまっており、中長距離の本格的な高速バスの運行は「ミルキーウェイ」撤退後暫くの間行っていなかった。
2014年3月1日より東急トランセが富士急湘南バスとの共同運行でセンター北駅・たまプラーザ駅 ～ 富士急ハイランド・河口湖駅・富士山五合目線とセンター北駅・たまプラーザ駅 ～ 御殿場プレミアム・アウトレット線の運行を開始、その後も2014年12月1日にやはり富士急湘南バスと共同運行で、渋谷マークシティ・二子玉川駅 - 富士急御殿場車庫・富士急ハイランド・河口湖駅・富士山駅線の運行を開始したため、事実上の再参入となった。
そして、2016年4月15日には瀬戸内運輸（せとうちバス）が単独運行する 夜行高速バス「パイレーツ号」（品川・浜松町 - 新居浜・今治）に東急トランセが参入し、同時に渋谷マークシティ・二子玉川駅（二子玉川ライズ楽天クリムゾンハウス） - 新居浜・今治間の運行に変更された。東急バスグループとしては和歌山線からの撤退・経路変更以来、18年ぶりの夜行高速バス再参入となった。

## 路線
路線沿革については、東急バス撤退後は記載していない。撤退後の詳細な動向は各路線の記事を参照。

### 和歌山線
運行区間
- 渋谷 - 和歌山駅・和歌山市駅

運行会社
- 東京急行電鉄→東急バス

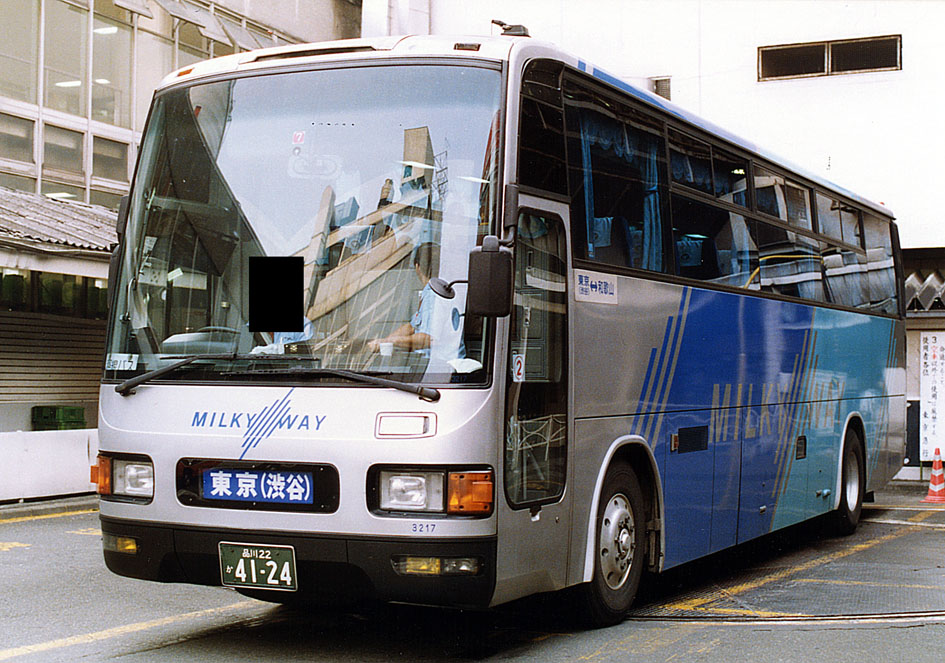
和歌山線
三菱ふそう・エアロクィーンM

- 南海電気鉄道（現南海バス）→南海ウイングバス南部

歴史
- 1988年10月25日 運行開始[3]
- 1998年9月30日 東急撤退

備考
- 南海電鉄は同社の夜行路線共通愛称である「サザンクロス」と呼称した。
- 東急撤退後は他路線は単独運行となったが、和歌山線は南海とジェイアールバス関東がすでに「ドリームなんば・堺号」を運行していた実績があったため、共同運行先をJRバス関東に切り替えて「ドリーム和歌山号」と改称した。同時に渋谷発着を取りやめ、新宿駅を経由して東京駅発着となった。その後、2015年12月18日をもってJRバス関東が撤退し、南海ウイングバス南部の単独に変わり、その後2016年8月5日からは御坊南海バスが参入、南海バスグループ2社共同で運行されるようになった。

### 酒田線
運行区間

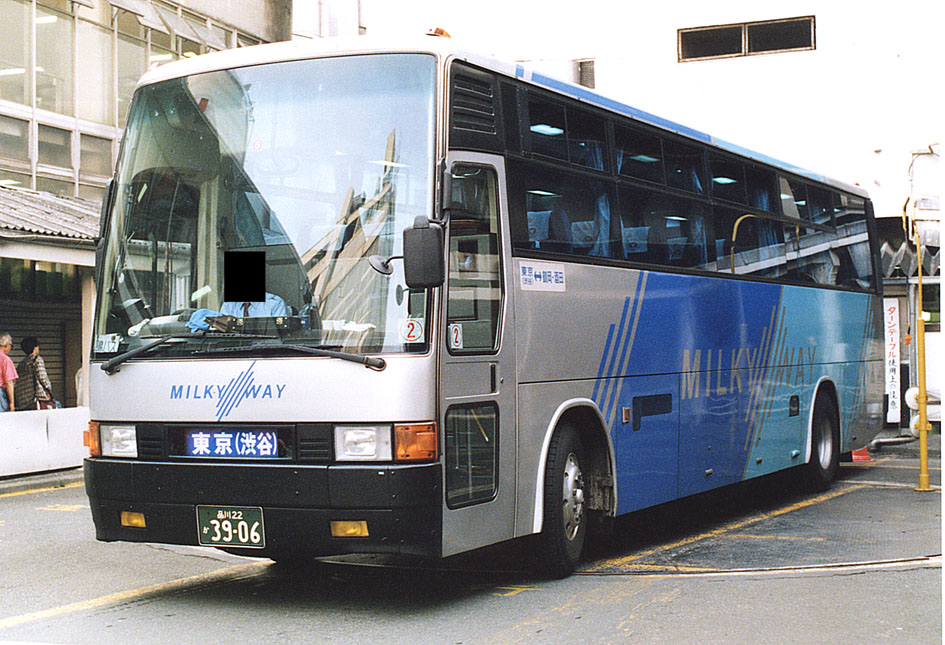
酒田線
三菱ふそう・スーパーエアロ2

- 渋谷 - あつみ・鶴岡（鶴岡第一ホテル前）・酒田駅・酒田庄交バスターミナル

運行会社
- 東京急行電鉄→東急バス
- 庄内交通

歴史
- 1988年10月25日 運行開始
- 1996年6月15日 東急撤退

備考
- 庄内交通は「日本海ハイウェイ夕陽号」と呼称、当時はボルボ・アステローペで運行していた。
- 東急撤退後は庄内交通単独運行を経て、国際興業・庄内交通共同運行の池袋・大宮 - 鶴岡・酒田線と統合された。現在は「夕陽号」として運行中。
- 4路線ある中での最初の撤退となった。

### 出雲線
運行区間

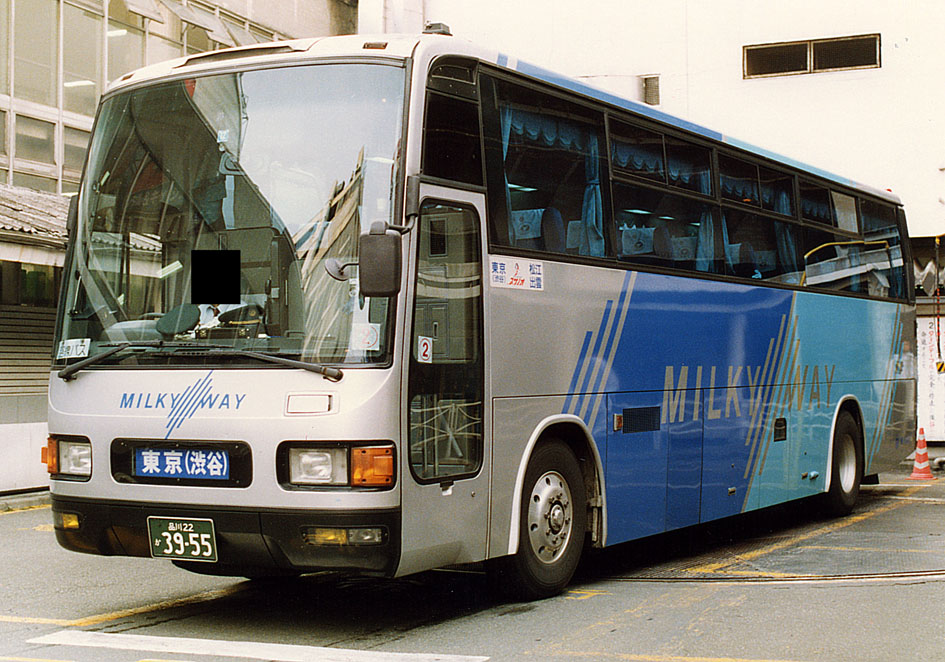
出雲線
三菱ふそう・エアロクィーンM

- 渋谷 - 安来駅・松江駅・玉造温泉・宍道連絡所・出雲市駅

運行会社
- 東京急行電鉄→東急バス
- 一畑電気鉄道（現一畑バス）
- JRバス中国

歴史
- 1988年12月21日 運行開始
- 1992年12月18日米子自動車道全線開通に伴ってドライブイン山番での休憩を廃止。
- 1998年3月20日 山陰自動車道延伸によるルート変更に伴い、安来駅への停車を廃止
- 1998年6月30日 東急撤退
  - 以上の他高速道路延伸に伴う経路変更を何度か行っている。詳細はスサノオ号参照。

備考
- 富士川SA・蒜山高原SA(以前は大山PA)にて乗客の車外休憩を行っていた。この他に乗務員交代を上郷・大津SAと揖保川PAにて行っていた。
- 一畑電鉄・中国JRバスは「スサノオ号」と呼称した。
- 東急撤退後は一畑・中国JRバスの2社運行となった。東京側の発着地は2007年3月より渋谷から東京駅へと路線を延伸した。また、一時期新木場駅へ延伸されていた時期もあった。現在も「スサノオ号」として運行中。

### 神戸・姫路線
運行区間
- 渋谷 - 神戸（三ノ宮駅）・姫路駅

運行会社
- 東京急行電鉄→東急バス
- 神姫バス

歴史
- 1989年3月3日 運行開始
- 1998年6月30日 東急撤退

備考
- 神姫バスは同社の夜行路線共通愛称である「プリンセスロード号」と呼称した。
- 東急撤退後はしばらく渋谷～姫路間を神姫バスが単独運行していたが、2003年に新たに新宿～姫路間路線を京王バス東と共同運行で開設した。しかし新宿線の乗車率が伸び悩んだため、2007年に両系統を統合し新宿・渋谷 - 神戸・姫路間の路線となった。統合後も渋谷での乗降が多い。「プリンセスロード号」も参照。
- 東急撤退と同時に、当路線で使用していた夜行仕様車2台を東急から神姫バスに譲渡した。

## 車両

### 専用車
車両は全て三菱自動車工業（現・三菱ふそうトラック・バス）製を使用し、車両番号（社番）は3200代を付番していた。
- P-MS725SA改 スーパーエアロII 3台在籍　3210・3211・3212
- P-MS729SA改 エアロクィーンM 5台在籍　3213・3214・3215・3216・3217（廃車後北紋バス、ジュニアオートサービス (3216) に移籍）
- U-MS821PA　エアロクィーンI　1台在籍　3218（廃車後宗谷バスに移籍）
- KC-MS822PA　エアロクィーンI　4台在籍　3219・3220・3221・3222（廃車後神姫バス・北海道北見バスに移籍）

なお、今治線再参入後の東急トランセ所属車は次の5台であり、内2台は廃車済み。
- KL-MS86MP　エアロクィーン 2台在籍　SI3560（羽田京急バスから移籍・元NH5535）・SI3561（京浜急行バスから移籍・元J5533） - いずれも廃車済み
- QRG-RU1ESBA　セレガHD   1台在籍　SI3600（増車導入）
- 2RG-RU1ESDA　セレガHD   1台在籍　SI3720
- 2RG-RU1ESDJ　ガーラHD   1台在籍　SI3850 (代替導入)[4]

### 塗装
現在運行されている東急バスの高速バス専用車の塗装は、ミルキーウェイ塗装と同デザインの色違いである。2011年には東急バス創立20周年を記念して旧塗装が復刻され、NI3175号車でミルキーウェイ塗装が再現されていたが、2016年4月に塗装変更、改番（NI3175→SI2175）の上、貸切車に用途変更された。また通勤高速バス「TOKYU E-Liner」でも緑色基調で色違いの塗装が採用されている。

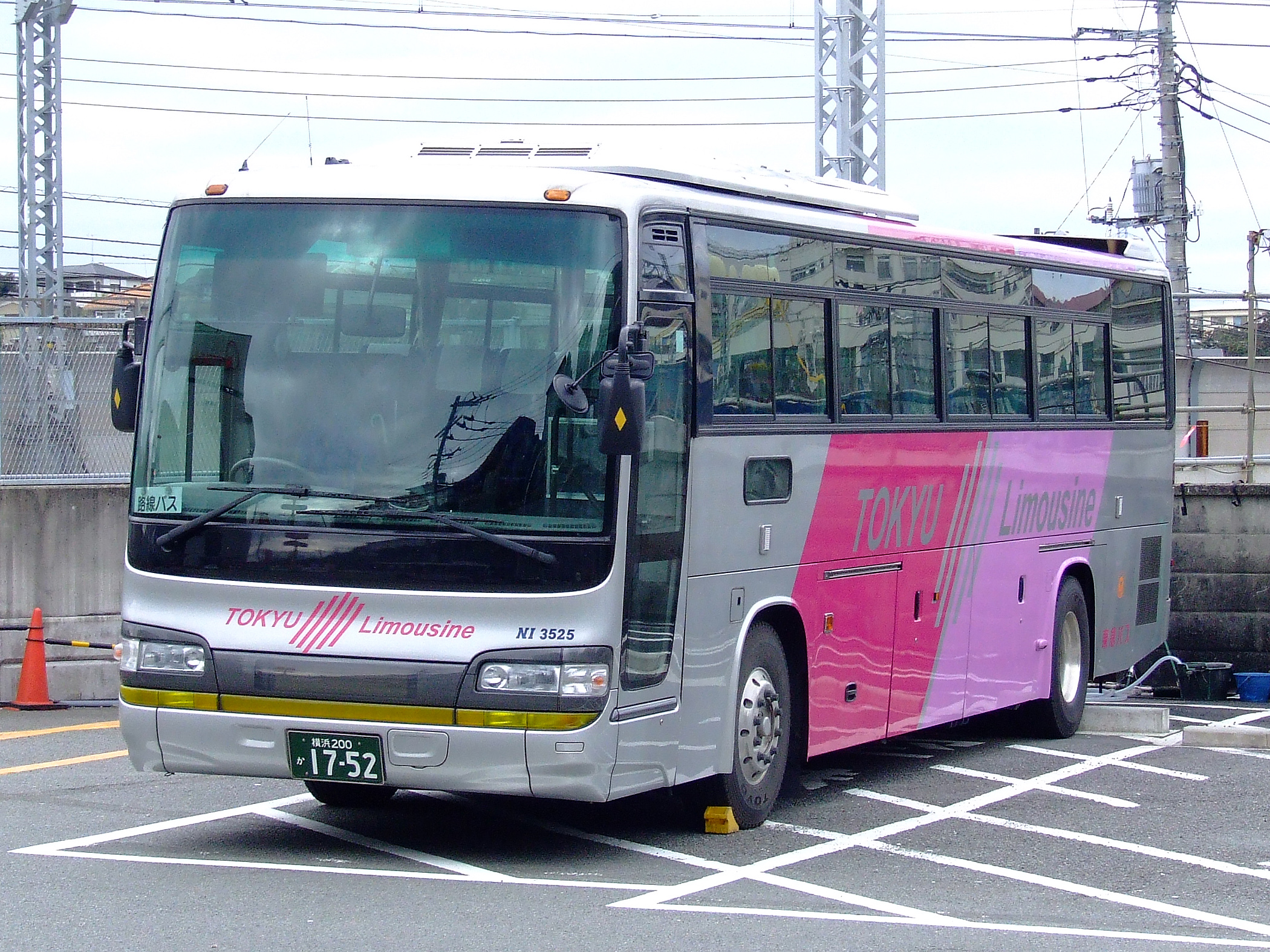
ミルキーウェイ塗装の色違い 空港リムジン車
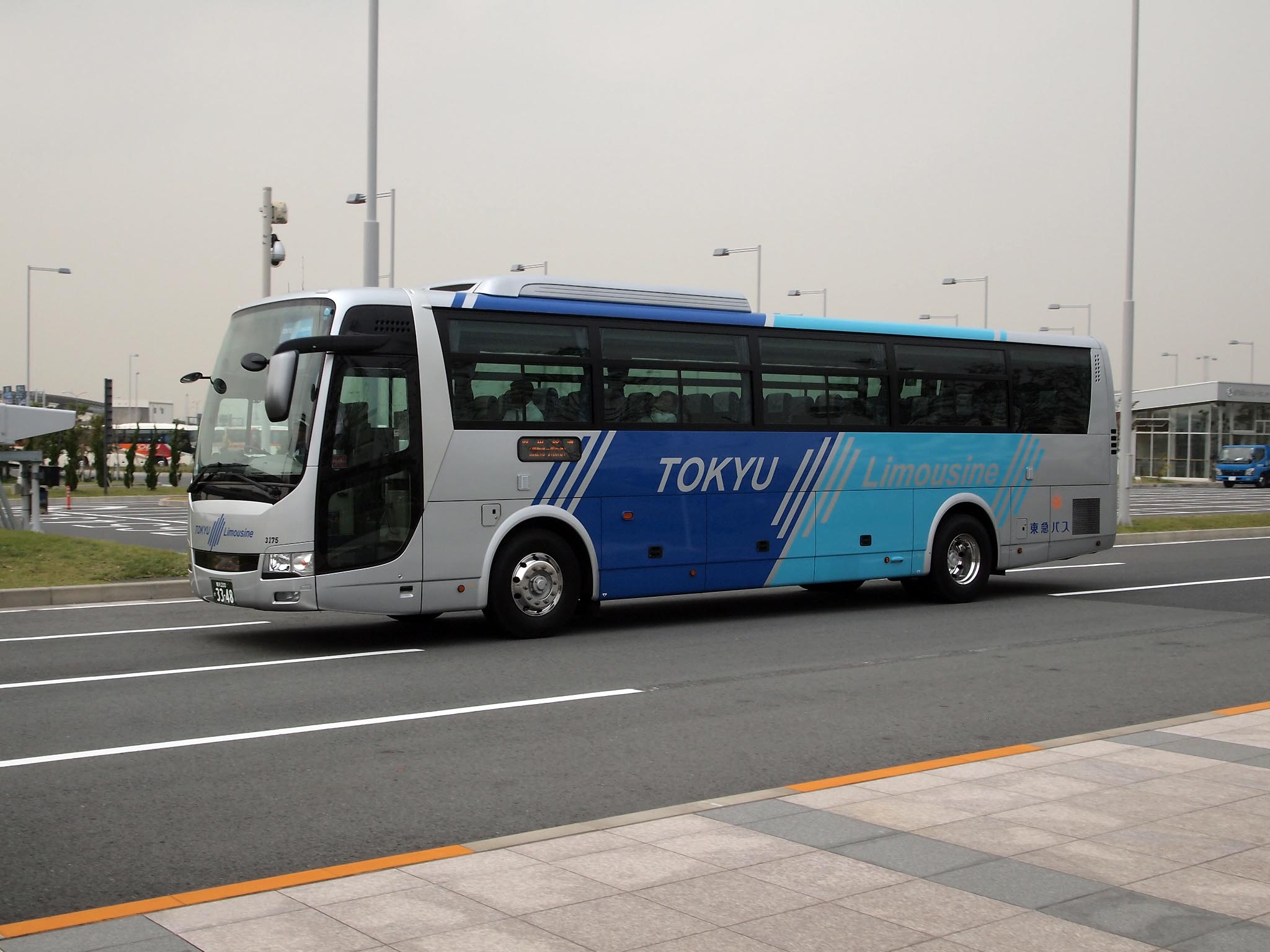
ミルキーウェイ塗装を復刻した空港リムジン車 (NI3175)
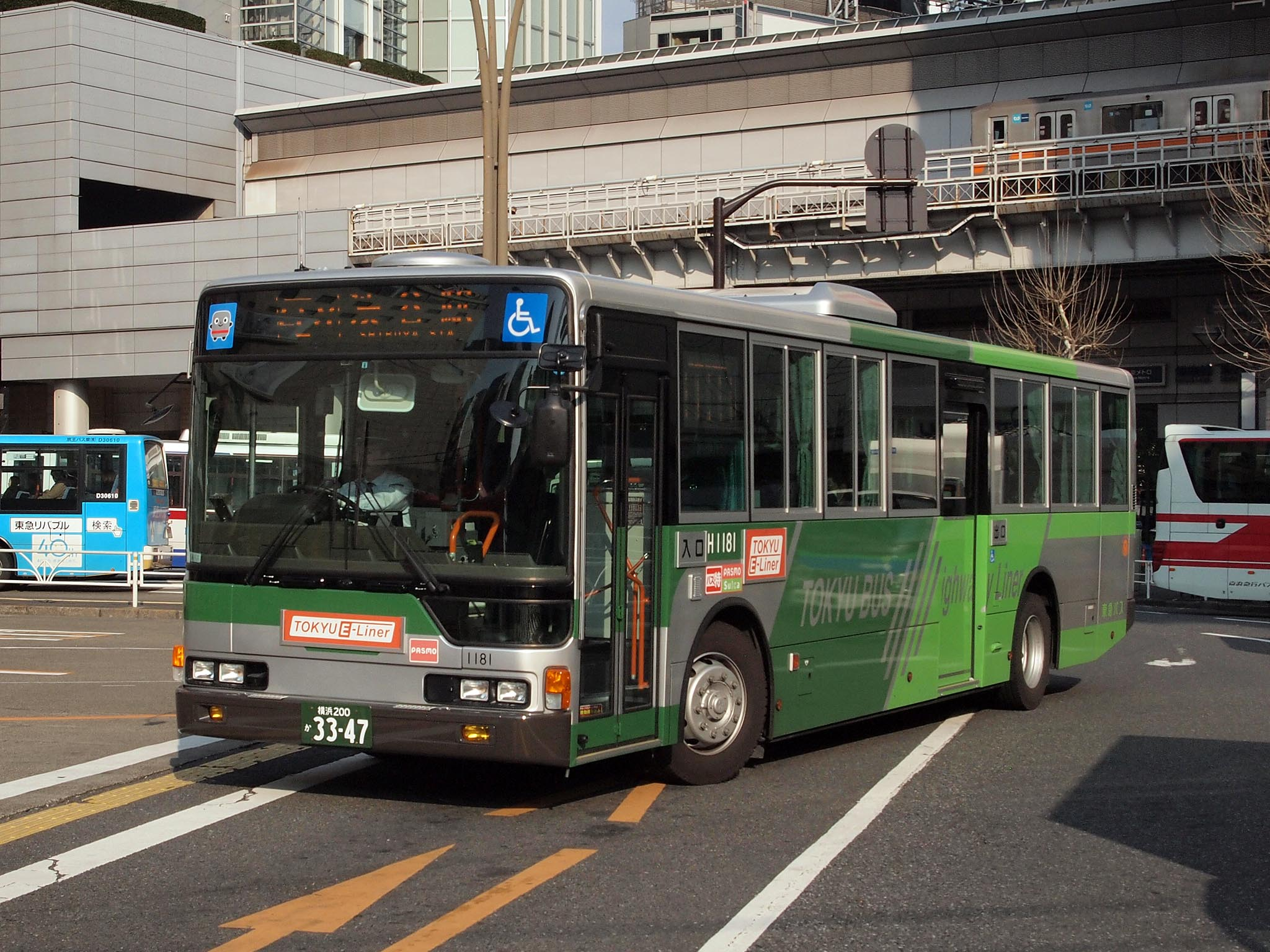
ミルキーウェイ塗装の色違い 通勤高速バス「TOKYU E-Liner」 (H1181)